# Aeropuerto de Roberval
El Aeropuerto de Roberval (del inglés: Roberval Airport) (IATA: YRJ, OACI: CYRJ) está ubicado a 2 MN (3,7 km; 2,3 mi) al oeste de Roberval, Quebec, Canadá. 

## Aerolíneas y destinos
- Air Creebec
  - Montreal / Aeropuerto Internacional de Montreal-Trudeau